# Patrón de residencia posnupcial
En antropología, el patrón de residencia posnupcial —llamado también patrón de asentamiento— es una categoría analítica que permite describir la norma fijada por una sociedad dada para la ubicación espacial de una nueva unidad familiar producida ya por el matrimonio —en las sociedades donde existe—, o bien por el nacimiento de una nueva generación. El patrón de residencia obedece, entre otras cuestiones, a las normas sociales de definición de la descendencia y a las condiciones económicas del grupo.
Dependiendo, pues, de la cultura de una sociedad y el sistema de parentesco definido por ella, el patrón de residencia puede ser calificado dependiente o independiente. El primer tipo corresponde a aquellas sociedades donde la norma de residencia posmatrimonial determina que la nueva unidad doméstica debe residir en el espacio que pertenece a los padres de uno de los cónyuges. El segundo tipo es propio de aquellos grupos humanos donde la nueva familia deben buscar un espacio de residencia separado del de los padres.

## Patrón de tipo independiente
Existe solo un patrón de residencia que puede ser calificado de independiente. Este es el patrón de residencia neolocal, que, como la etimología del tecnicismo indica, implica la elección de la nueva unidad doméstica por una residencia separada a aquella que pertenece a los ascendientes de quienes han fundado una nueva familia. Se presenta especialmente en aquellas sociedades donde el parentesco es definido por un sistema de tipo esquimal, donde la familia nuclear es la forma básica de la familia. Ejemplo de ello son todas las sociedades occidentales, donde el ideal de una nueva familia es la adquisición de una residencia independiente.

## Patrones de tipo dependiente
En contraste con el tipo anterior, los patrones de residencia de tipo dependiente señalan que la nueva unidad doméstica debe residir en la propiedad de los familiares de una u otra parte de la pareja conyugal. Este tipo de normas de residencia se presentan especialmente en aquellas sociedades donde la forma básica de la familia es la extendida. Existen varios patrones de residencia posmatrimonial que pueden ser calificados como dependientes. Estos son los patrones patrilocal, matrilocal, bilocal, avunculocal y troncal. 
- Patrón patrilocal: la nueva unidad doméstica debe residir en el territorio del linaje del consorte masculino.
- Patrón matrilocal: a la inversa de la patrilocalidad, la nueva unidad doméstica se traslada a la residencia del linaje de la consorte femenina.
- Patrón bilocal: la norma de residencia establece que la nueva familia puede radicar, indistintamente, en las posesiones del linaje del esposo o de la esposa.
- Patrón avunculocal: es coherente con aquellas sociedades donde la filiación es transmitida a través de la madre, por ello, dado que en estas sociedades con frecuencia la figura de autoridad de una familia es el hermano de la esposa, la nueva familia se traslada a vivir en la misma residencia que esta autoridad.